# Tipula cirratula
Tipula cirratula är en tvåvingeart som beskrevs av Oosterbroek 1997. Tipula cirratula ingår i släktet Tipula och familjen storharkrankar. Inga underarter finns listade i Catalogue of Life.